# نعنای هندی
نعنا هندی یا پچولی یا پاچولی (نام علمی: Pogostemon cablin) نام یک گونه از تیره نعناعیان است.
گیاهی چندساله از خانواده نعناعیان می‌باشد که دارای شاخه‌های افراشته و انبوه است. این شاخه‌ها می‌توانند تا ۷۵ سانتیمتر نیز طول داشته باشند. نعنا هندی دارای گل‌های کوچک به رنگ سفید-صورتی است. گل‌ها بسیار معطر نیز می‌باشند. این گیاه بومی نواحی گرمسیر آسیا است و امروزه در کشورهای چین، اندونزی، هند، مالزی، تایوان، فیلیپین، تایلند و ویتنام و همچنین نواحی غرب آفریقا نیز یافت می‌شود.
نعناع هندی یک گیاه پرپشت بوته‌مانند است که از خانوادهٔ نعناع محسوب می‌شود. در لابه‌لای شاخ و برگ‌های این بوته گل‌های ظریف صورتی و سفید می‌رویند. نام patchouli برگرفته از کلمه‌ای تامیلی است. patchouli به معنای سبز و ellai به معنی برگ بوده‌است. منشأ اصلی این نام اشاره به سرزمین مادریِ این گیاه دارد و ریشهٔ آن به زبان‌های دراویدی برمی‌گردد که مردمان تامیل صحبت می‌کردند.
این گیاه از طریق مسیر ابریشم به آسیای مرکزی آورده شده و به لطف ناپلئون بناپارت به اروپا رسیده‌است. ناپلئون یک جفت شال کشمیری که بوی پچولی می‌دادند و از مصر خریده بود را به فرانسه آورد. شال‌ها از روغن نعنا هندی معطر شده بودند که برای دفع و حفاظت از حشرات کاربرد داشت. حتی تاجران ابریشمی که از چین به آسیای میانه سفر می‌کردند، ابریشم‌ها را با برگ‌های خشک نعناع هندی می‌پوشاندند تا از حملهٔ حشرات و تخم‌گذاری آفات در امان باشند. به هر حال شور و شوق بزرگ جهان برای نعناع هندی در طول ۱۹۶۰ الی ۱۹۷۰ میلادی در اروپا و آمریکا اتفاق افتاد.

## شرایط محیطی رشد
این گیاه بومی مناطق گرمسیری آسیا می‌باشد ولی توانایی رشد در هر آب و هوای گرمسیری را دارد. این گیاه ارزشمند در دمای بسیار گرم هم قابلیت رشد کردن را دارد اما باید دقت کنید که نور مستقیم خورشید به آن نتابد. ذکر این نکته هم خالی از لطف نیست که این گیاه در شرایطی همچون کمبود آب نیز رشد می‌کند اما سرعت آن بسیار کند خواهد بود ولی پس از بارش باران یا آبیاری، مجدداً به سرعت احیا شده و به رشد سریع خود ادامه می‌دهد.

## نحوه تکثیر
در تکثیر پچولی می‌توان از کشت بذر، تهیهٔ قلمه ساقه از گیاه مادری یا تقسیم بوته‌های آن استفاده کرد. بذرهای نعناع هندی بسیار ریز هستند و ممکن است به دلیل حساس بودن، پس از برداشت خرد شده و از بین بروند.